# باخمانینگ
باخمانینگ (به آلمانی: Bachmanning) یک منطقهٔ مسکونی در اتریش است که در ناحیه ولس لند واقع شده‌است. باخمانینگ ۷ کیلومتر مربع مساحت دارد ۴۳۵ متر بالاتر از سطح دریا واقع شده‌است.